# Sean Keel
Sean Keel é um matemático estadunidense, especialista em geometria algébrica. É professor da Universidade do Texas em Austin.
Obteve um doutorado em 1989 na Universidade de Chicago, orientado por William Fulton, com a tese Techniques for Calculating Chow Rings.
Foi palestrante convidado do Congresso Internacional de Matemáticos no Rio de Janeiro (2018, com Paul Hacking: Mirror symmetry and cluster algebras).